# Elize Matsunaga: Era Uma Vez um Crime
Elize Matsunaga: Era Uma Vez um Crime é uma série documental brasileira dirigido por Eliza Capai sobre o caso do assassinato do empresário nipo-brasileiro Marcos Kitano, cometido pela sua esposa Elize Matsunaga em maio de 2012, na Vila Leopoldina, São Paulo. Produzido pela Netflix, em parceria da Boutique Filmes, o documentário contém 4 episódios e foi lançado em 8 de julho de 2021.

## Sinopse
A série revisita o passado de Elize, de sua infância em Chopinzinho, no Paraná, até seu casamento conturbado com Marcos, diretor criativo da empresa alimentícia Yoki, trazendo detalhes como as tentativas de acobertar o crime, o julgamento e a prisão dela, em 2016. As equipes de filmagem acompanharam saídas temporárias de Elize da cadeia.